# Босански интегрализам
Босански интегрализам, односно интегрално босанство је политички појам, којим се означавају поједини екстремни облици босанског национализма, који су оличени у тежњама ка стварању обједињене (интегралне) босанске нације. Основне идеолошке поставке босанског интегрализма огледају се у залагању за укидањем постојећих етничких и религијских подела у Босни и Херцеговини, путем одрицања од свих облика етнорелигијског традиционализма. У том смислу, поборници босанског интегрализма критикују и одбацују све традиционалне етнорелигијске идентитете (српско-православни, хрватско-католички и бошњачко-исламски), залажући се за изградњу интегралног (обједињеног) босанског идентитета, без етничких и религијских подела.
Концепт босанског интегрализма треба разликовати од концепта бошњачког интегрализма, којим се заговара стварање интегралне бошњачке нације.

## Историја
У историјском контексту, заговорници босанског интегрализма се враћају на првобитне замисли аустроугарског државника Бенјамина Калаја (1839-1903), који је недуго након аустроугарске окупације Босне и Херцеговине (1878) формулисао концепт обједињене (интегралне) босанске нације. Тај политички пројекат се убрзо показао као неостварив, услед отпора Срба и Хрвата из БиХ, те је накнадно редефинисан и фокусиран првенствено на муслиманско становништво, у циљу стварања посебне бошњачке нације.

## Политика
Првобитне замисли Бенјамина Калаја поново су оживеле крајем 20. века, након сецесије Босне и Херцеговине од Југославије (1992), када је под окриљем босанског национализма дошло до обнове интегралистичких концепција. За разлику од неких умерених присталица босанског национализма, који сматрају да је национално јединство у Босни и Херцеговини могуће остварити на плуралитичким основама, без негирања традиционалних етничких и религијских посебности, поборници босанског интегрализма иду корак даље и сматрају да босанско национално јединство није могуће остварити без радикалног раскида са традиционалном поделом на три етнорелигијске заједнице. У том смислу, заговорници босанског интегрализма оспоравају етничку посебност не само Срба и Хрвата, већ и самих етничких Бошњака, сматрајући да је савремено етничко бошњаштво, у облику у којем је дефинисано на Првом бошњачком сабору (1993), превише уско и самим тим неподобно за остваривање кључнних циљева свебосанске интегралистичке политике.
У новије време, међу присталицама босанског интегрализма препознају се две посебне струје, од којих се прва залаже за примену етничког концепта, у циљу изградње обједињене (интегралне) босанске етничке нације, док се друга залаже за промовисање босанског панетничког идентитета, у циљу изградње босанске панетничке нације, са грађанским предзнаком.
Заговорници босанског интегрализма су критички настројени према садашњем уставном уређењу Босне и Херцеговине, које је засновано на Дејтонском мировном споразуму (1995). У политичком животу, присталице босанског интегрализма се залажу за унитаристички концепт, којим се заговара укидање ентитета и преуређење Босне и Херцеговине у унитарну државу.
Поједини заговорници босанског интегрализма се залажу за радикалну уставну реформу, којом би обједињени (интегрални) босански идентитет био озваничен као основна (примарна) уставна и идентитетска категорија, док би конститутивни статус Бошњака, Срба и Хрвата био укинут и сведен на ниво "секундарних" идентитетских категорија.
Интегралистичко босанство, којим се негира етничка посебност српског и хрватског народа у Босни и Херцеговини, такође се означава и као милитантно босанство. Најекстремнији заговорници босанског интегрализма окупљени су око неофашистичке организације која носи назив Босански покрет националног поноса. Насупрот њима, умереније присталице босанског интегрализма окупљају се око разних грађанских организација, као што је "Босански национални савез".